# Olimpíada de xadrez de 2008
A Olimpíada de xadrez de 2008 foi a 38.ª edição da Olimpíada de Xadrez organizada pela FIDE, realizada em Dresden entre os dias 12 e 25 de novembro. A Armênia (Levon Aronian, Vladimir Akopian, Gabriel Sargissian, Tigran L Petrosian e Artashes Minasian) conquistou novamente a medalha de ouro, seguidos de Israel (Boris Gelfand, Michael Roiz, Boris Avrukh, Evgeny Postny e Maxim Rodshtein) e Estados Unidos (Gata Kamsky, Hikaru Nakamura, Alexander Onyschuk, Yury Shulman e Varuzhan Akobian). No feminino, a Georgia (Maia Chiburdanidze, Nana Dzagnidze, Lela Javakhishvili, Maia Lomineishvili e Sopiko Khukhanshvili) conquistou a medalha de ouro seguidas da Ucrânia (Kateryna Lahno, Natalia Zhukova, Anna Ushenina, Inna Gaponenko e Natalia Zdebskaya) e Estados Unidos (Irina Krush, Anna Zatonskih, Rusudan Goletiani, Katerina Rohonyan e Tatev Abrahamyan).

## Quadro de medalhas

### Aberto
| Tabuleiro | Ouro                   | Prata                      | Bronze                    |
| 1.º       | HUN Péter Lekó         | ISR Boris Gelfand          | BUL Veselin Topalov       |
| 2.º       | ARM Vladimir Akopian   | ESP Francisco Vallejo Pons | GRE Vasilios Kotronias    |
| 3.º       | ARM Gabriel Sargissian | AZE Vugar Gashimov         | SWE Tiger Hillarp Persson |
| 4.º       | MNE Dragiša Blagojević | BUL Alexander Delchev      | GER Daniel Fridman        |
| 1.º res   | RUS Dmitry Yakovenko   | ISR Maxim Rodshtein        | HUN Ferenc Berkes         |

### Feminino
| Tabuleiro | Ouro                    | Prata                      | Bronze                 |
| 1.º       | GEO Maia Chiburdanidze  | ECU Martha Fierro Baquero  | CHN Hou Yifan          |
| 2.º       | USA Anna Zatonskih      | UKR Natalia Zhukova        | ARM Lilit Mkrtchian    |
| 3.º       | RUS Nadezhda Kosintseva | USA Rusudan Goletiani      | HUN Ildikó Mádl        |
| 4.º       | POL Joanna Majdan       | CUB Oleiny Linares Nápoles | GEO Maia Lomineishvili |
| res       | UKR Natalia Zdebskaya   | IND Mary Ann Gomes         | ROM Alina Moţoc        |